# Kelly Rickon
Kelly Rickon, född den 27 oktober 1959 i San Diego, Kalifornien, är en amerikansk roddare.
Hon tog OS-silver i scullerfyra i samband med de olympiska roddtävlingarna 1984 i Los Angeles.